# Côte d'Émeraude

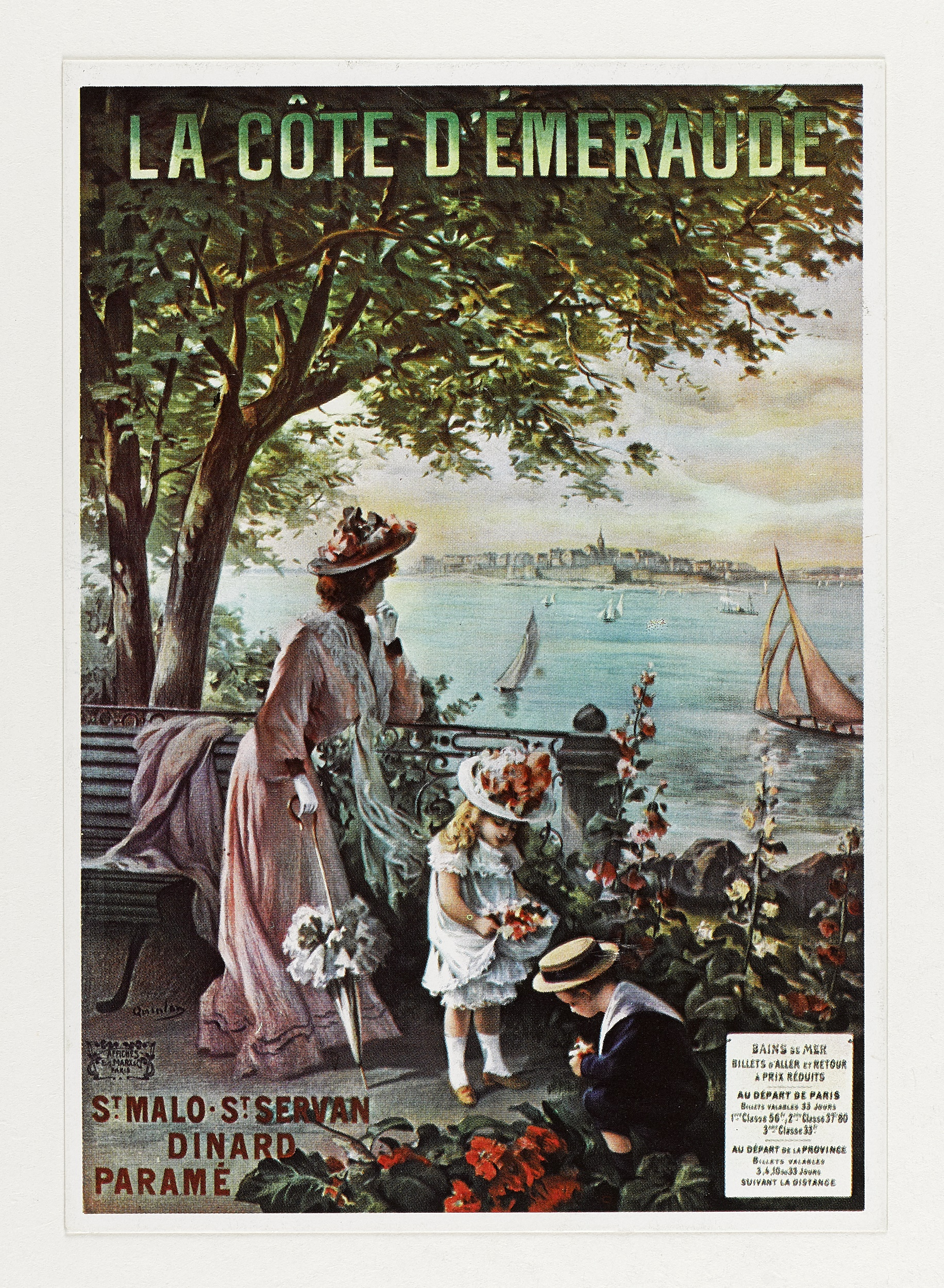
Briefkaart c. 1900

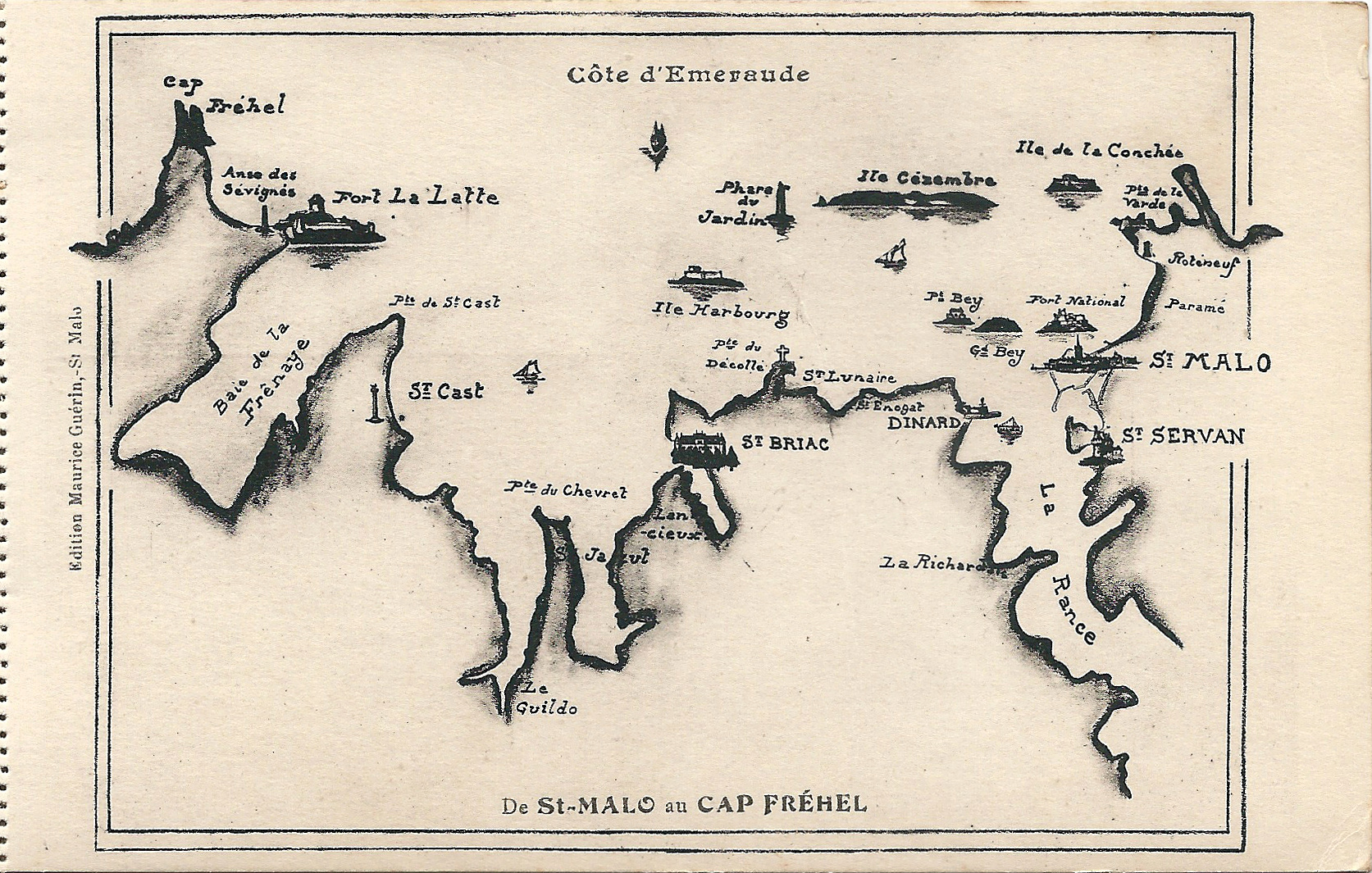
Briefkaart uit 1922 van de Smaragdkust tussen Cap Fréhel en Saint-Malo

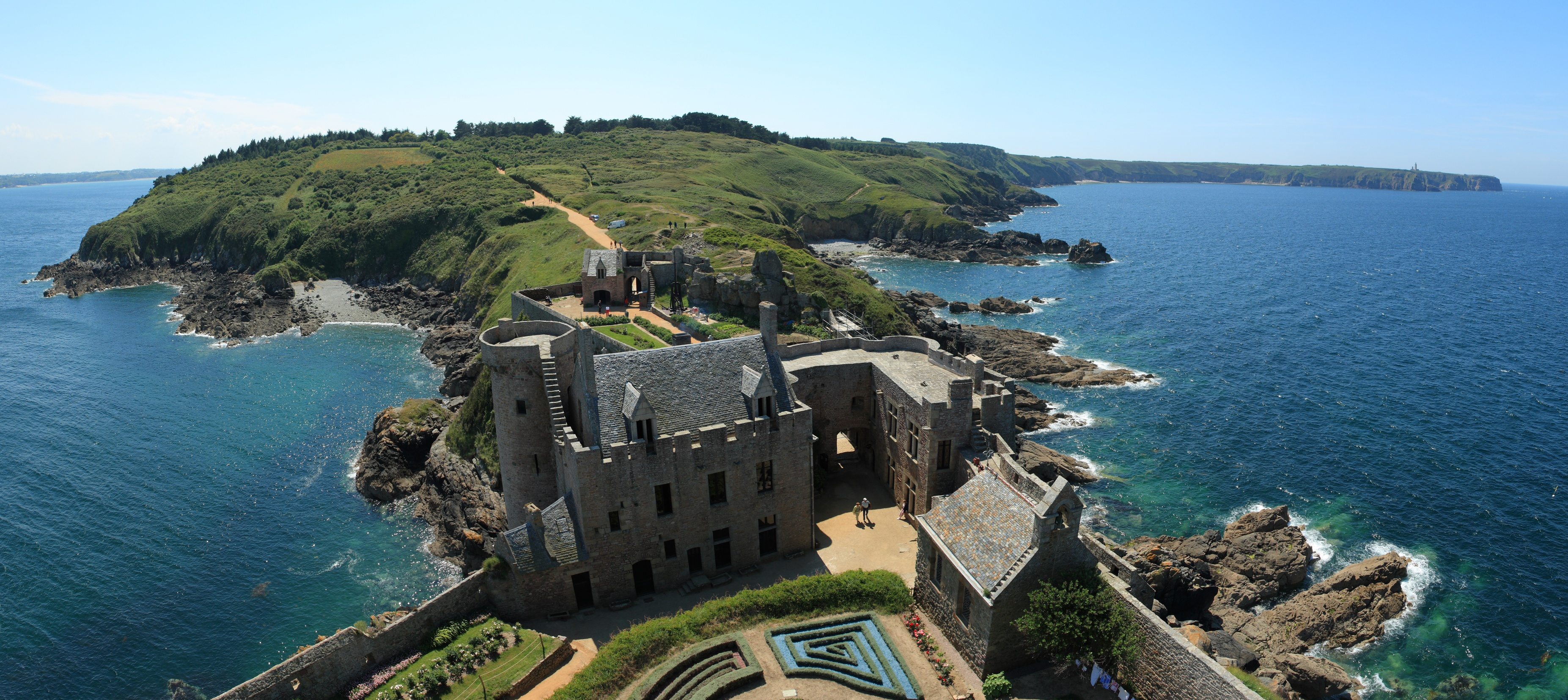
De smaragdkust, gezien vanaf het Fort La Latte.

De Côte d'Émeraude (Nederlands: Smaragdkust) is de naam van een gedeelte van de Franse kust in Bretagne tussen Cap Fréhel en Cancale.
De naam is afkomstig van de Franse historicus Eugène Herpin (1860-1942). Hij beschreef dat de kleur van het water van Het Kanaal van tijd tot tijd smaragdgroen was. De kust is grillig en rotsachtig.
Sinds 2024 is het gebied onderdeel van regionaal natuurpark Parc Naturel Régional Vallée de la Rance-Côte d'Émeraude
In oktober 1996 is een samenwerkingsverband opgericht van gemeenten langs de smaragdkust. Van oost naar west liggen de volgende (bad)plaatsen langs de Côte d'Émeraude:

## Ille-et-Vilaine

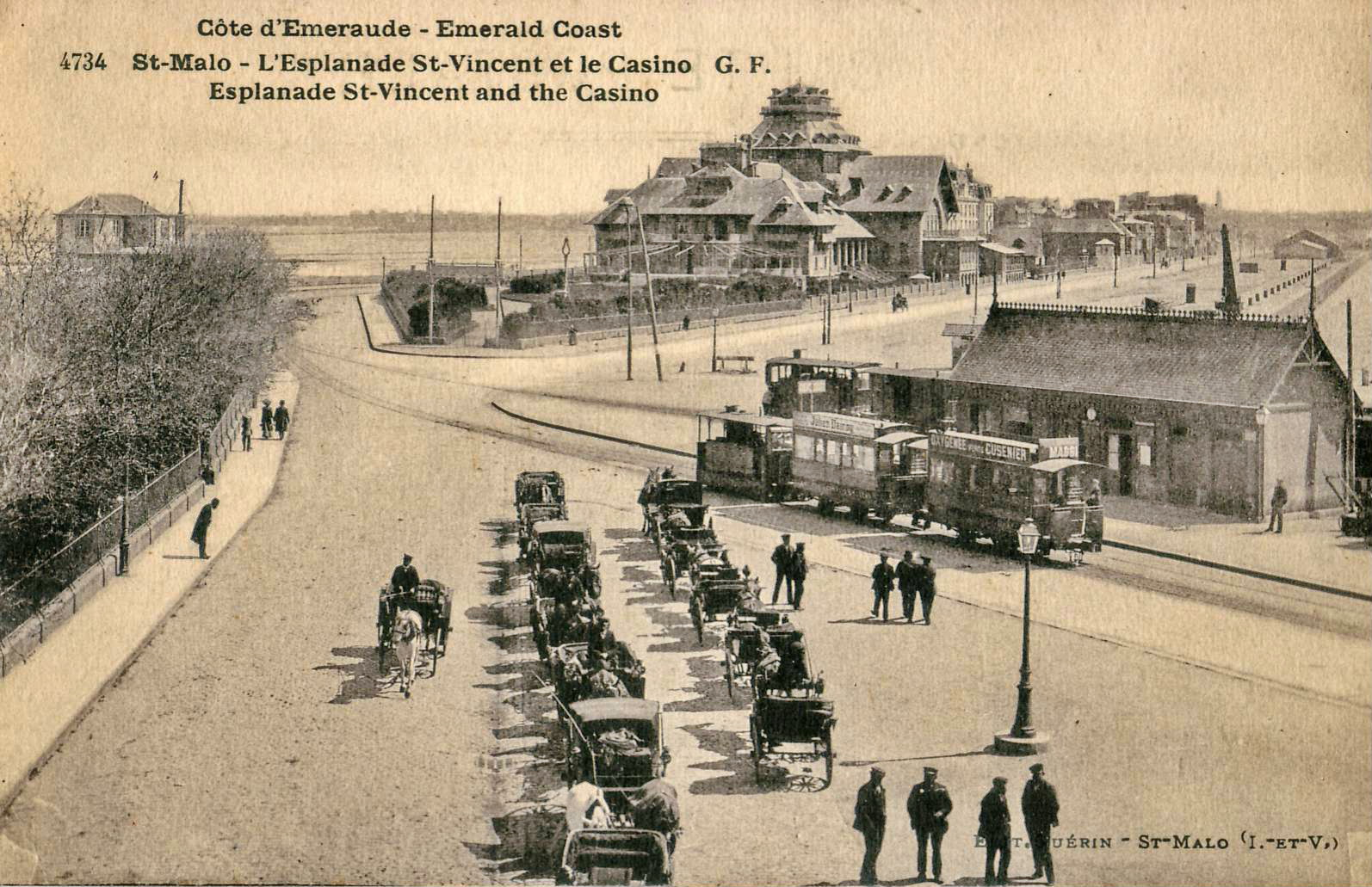
Saint-Malo aan de Smaragdkust

- Cancale
- Pointe du Grouin
- Île des Landes
- Île du Guesclin
- Pointe du Meinga
- Île Besnard
- Rothéneuf
- Pointe de la Varde
- Paramé
- Saint-Malo
- Dinard
- Saint-Lunaire
- Saint-Briac

## Côtes-d'Armor
- Lancieux
- Ploubalay
- Saint-Jacut-de-la-Mer
- Saint-Cast-le-Guildo
- Cap Fréhel
- Sables d'Or les Pins

De havenplaats Erquy en badplaats Pléneuf-Val-André aan de baai van Saint-Brieuc behoren ook tot de Côte d'Émeraude.